# Bryum melvilleanum
Bryum melvilleanum är en bladmossart som beskrevs av C. Müller 1848. Bryum melvilleanum ingår i släktet bryummossor, och familjen Bryaceae. Inga underarter finns listade i Catalogue of Life.